# Кырчанка
Кырчанка — река в России, протекает в Нолинском районе Кировской области. Устье реки находится в 69 км по правому берегу реки Воя. Длина реки составляет 28 км, площадь водосборного бассейна 237 км². В 2,8 км от устья принимает по левому берегу реку Прямик.
Исток реки в урочище Грудцыны в лесном массиве на границе с Сунским районом в 19 км к северо-западу от города Нолинск. Река течёт на юго-восток, притоки: Маюровка (правый); Прямик (левый). В верхнем и среднем течении не населена, впадает в Вою в крупном селе Кырчаны, центре Кырчанского сельского поселения.

## Данные водного реестра
По данным государственного водного реестра России относится к Камскому бассейновому округу, водохозяйственный участок реки — Вятка от города Котельнич до водомерного поста посёлка городского типа Аркуль, речной подбассейн реки — Вятка. Речной бассейн реки — Кама.
Код объекта в государственном водном реестре — 10010300412111100038058.